# ادیت کواچ
اِدیت کواچ (مجاری: Kovács Edit؛ زادهٔ ۹ ژوئن ۱۹۵۴) شمشیرباز زن اهل مجارستان است.
وی در مسابقات کشوری و بین‌المللی در مجموع برندهٔ ۳ مدال برنز شده‌است.